# جيسي بارتليت ديفيس
جيسي بارتليت ديفيس (بالإنجليزية: Jessie Bartlett Davis)‏ هي مغنية أوبرا وممثلة أمريكية، ولدت في 1861، وتوفيت في 1905 بسبب التهاب الكلى.

## وصلات خارجية
- جيسي بارتليت ديفيس على موقع قاعدة بيانات برودواي على الإنترنت (الإنجليزية)